# Hold On (canción de Jonas Brothers)
«Hold on» es una canción del trío estadounidense Jonas Brothers, lanzada como primer sencillo oficial del segundo álbum de estudio Jonas Brothers. En la tienda iTunes esta canción ocupó el n.º 3 en la lista "Best of the Store" el 7 de agosto de 2007.
La canción habla de "soportar" y aguantar las cosas referentes al amor aunque nos rompan el corazón solamente tenemos que seguir, por eso los Jonas Brothers dicen "Hold on".

## Vídeo musical
El vídeo musical comienza con la visualización de la banda y ellos empiezan a tocar sus instrumentos. Allí, Joe Jonas comienza a cantar y a tocar. A continuación, mientras que el segundo coro canta, las paredes y el techo se van yendo y dejando a la banda en un desierto, solo con sus instrumentos. Siguen cantando mientras el viento roza sus rostros. La canción termina y el viento va deteniendo su velocidad.

## Posicionamiento en listas
En agosto de 2007 la canción "Hold on" debutó en el puesto nº92 del Billboard Hot 100, convirtiéndose así en el segundo sencillo en esa lista de los Jonas Brothers (el primero fue "Year 3000" que alcanzó el puesto nº31). Esta fue usada para Johnny Kapahala de regreso a Hawái.

## Listas
| Lista (2009)           | Posición más alta |
| ---------------------- | ----------------- |
| Bélgica Top 50         | 26                |
| U.S. Billboard Hot 100 | 53                |